# GUAM Organizzazione per la democrazia e lo sviluppo economico

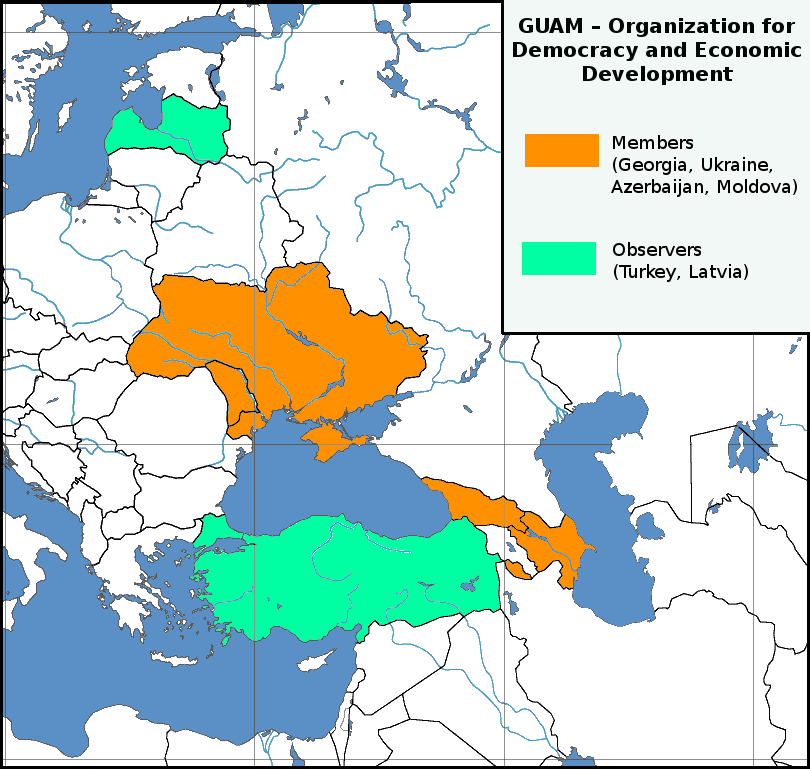
Mappa dei paesi membri.

Il GUAM Organizzazione per la democrazia e lo sviluppo economico (in rumeno GUAM, in azero: GUAM, in ucraino ГУАМ e in georgiano სუამი) è un'organizzazione internazionale regionale i cui membri effettivi sono quattro paesi post-sovietici: Azerbaigian, Georgia, Moldavia e Ucraina.
E i cui membri osservatori sono Lettonia e Turchia.
La carta del GUAM fu firmata durante un vertice a Jalta dal 6 giugno al 7 giugno 2001 dai quattro membri più l'Uzbekistan, che in seguito ne uscirà. In accordo con l'allora presidente dell'Ucraina Viktor Juščenko la carta fissava gli obiettivi per la cooperazione, come la promozione dei valori democratici, assicurando uno sviluppo stabile, accrescendo la sicurezza internazionale e regionale e aumentando l'integrazione europea. I critici sottolineano come solo la Georgia e l'Ucraina abbiano mostrato un profondo impegno per i valori democratici. Le elezioni della Moldavia nel 2000 furono vinte dal Partito dei Comunisti della Repubblica di Moldavia, che, rassicurando alcuni critici, riallineò la politica estera del paese verso l'Europa.
Data l'esistenza della Comunità degli Stati Indipendenti a guida russa, in Russia il GUAM è visto, a volte, come un modo per contenere l'influenza russa nell'area e come parte di una strategia sostenuta dagli Stati Uniti. Comunque, i capi dell'organizzazione hanno respinto ripetutamente e ufficialmente tali insinuazioni e dichiarando la loro forte volontà di sviluppare rapporti di amicizia stretta con la Russia.

## Storia

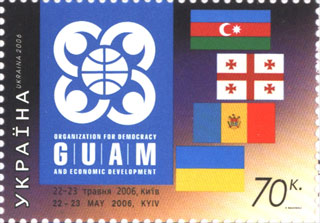
Francobollo ucraino commemorativo del Vertice GUAM tenutosi a Kiev, dal 22 maggio al 23 maggio 2006.

La cooperazione tra Georgia, Ucraina, Azerbaigian e Moldavia iniziò con il forum consultivo del GUAM, fondato il 10 ottobre 1997, a Strasburgo e chiamato in seguito con le lettere iniziali di ognuno di questi paesi (Georgia Ucraina Azerbaigian Moldavia). Nel 1999 l'organizzazione fu rinominata GUUAM in seguito all'ingresso dell'Uzbekistan. Al vertice di Jalta del 6-7 giugno 2001 fu firmata la carta del GUUAM che formalizzava l'organizzazione. Comunque, nel 2002 l'Uzbekistan annunciò che pianificava l'uscita dall'organizzazione e, in seguito a tale annuncio, iniziò ad ignorare i vertici e gli incontri del GUAM. Il 24 maggio 2005, poco dopo il massacro di Andijan, l'Uzbekistan finalmente diede la notizia ufficiale della sua uscita dall'organizzazione al presidente della Moldavia, così il nome del gruppo tornò GUAM.
Il 9 dicembre 2003 le è stato riconosciuto lo status di osservatore dell'Assemblea generale delle Nazioni Unite.
Negli anni seguenti la firma della sua carta il raggruppamento fu considerato generalmente in una fase di stagnazione: tra le altre cose, all'incontro del 2004 a Jalta vi parteciparono solo due dei quattro capi, mentre il sito ufficiale del GUUAM mostrava la vecchia bandiera della Georgia e considerava l'Uzbekistan come membro.
Un vertice del GUAM si svolse a Chișinău, Moldavia il 22 aprile 2005. Il presidente dell'Uzbekistan, Islom Karimov non partecipò, mentre il presidente della Polonia, Aleksander Kwaśniewski, fu invitato come osservatore. Il presidente della Romania, Traian Băsescu, e della Lituania, Valdas Adamkus, parteciparono come osservatori, insieme ad un rappresentante del Dipartimento di Stato USA per i conflitti eurasiatici, Steven Mann, e il Segretario Generale dell'OCSE, Jan Kubiš. L'ambasciatore russo a Chişinău criticò il fatto che la Russia non fosse stata invitata a partecipare. Ilham Aliyev, il presidente dell'Azerbaigian, disse dopo il vertice: “La nostra organizzazione sta emergendo come una potente forza, partecipando alla risoluzione di problemi nella regione del Mar Caspio e del Mar Nero” mentre il presidente dell'Ucraina, Viktor Juščenko, disse che una nuova pagina è stata scritta nella storia dell'organizzazione.
Il 22-23 maggio 2006 Ucraina e Azerbaigian annunciarono i piani per un ulteriore incremento delle relazioni tra i membri del GUAM, rinominandolo GUAM Organizzazione per la democrazia e lo sviluppo economico e stabilendo la sua sede nella capitale dell'Ucraina, Kiev. Il presidente dell'Azerbaigian, Ilham Aliyev, fu eletto primo Segretario Generale dell'organizzazione. Gli altri membri affermarono che questo fu un notevole passo in avanti. Dai partecipanti al vertice fu anche previsto l'adozione di un regolamento, una dichiarazione e un comunicato del GUAM.
Il 22 maggio 2006 il ministro della Difesa dell'Ucraina annunciò i piani per la fondazione di una forza per il mantenimento della pace del GUAM.
Il 19 giugno 2007 i presidenti di Lituania, Polonia e Romania si unirono ai capi dei paesi membri del GUAM al vertice di Baku. Parteciparono al vertice anche il vicepresidente della Bulgaria, il vicepresidente del Parlamento dell'Estonia, il ministro dell'Economia della Lettonia e gli alti rappresentanti di Stati Uniti, Giappone, OSCE, BSEC, UNESCO e i capi delle missioni diplomatiche accreditate in Azerbaigian.

## Struttura organizzativa
Il GUAM è organizzato nel modo seguente:
- un Vertice annuale tra i presidenti dei membri del GUAM a Jalta. È considerato l'organo supremo dell'organizzazione;
- il Consiglio dei ministri per gli Affari Esteri è l'organo esecutivo;
- il Comitato dei coordinatori nazionali è l'organo di lavoro, composto da un coordinatore per ogni paese membro;
- l'Ufficio informazione, con sede a Kiev, in Ucraina;
- il Segretariato, con sede a Kiev, è l'organo di supporto del Consiglio;
- otto Gruppi di Lavoro per i seguenti argomenti:
  - elettronica;
  - trasporto;
  - commercio ed economia;
  - scienza informatica e telecomunicazioni;
  - cultura;
  - scienza ed educazione;
  - turismo;
  - lotta contro il terrorismo, organizzazioni criminali e la diffusione delle droghe.

La Presidenza del GUAM si effettua a rotazione, in genere, annuale.

## Questioni
Il 21 aprile 2005 i paesi del GUAM formarono un fronte comune su alcune questioni nel Consiglio dei ministri degli Esteri del CIS che si tenne in quei giorni a Mosca. Ucraina, Georgia e Moldavia presentarono lamentele contro le restrizioni imposte dalla Russia contro alcuni dei loro prodotti nazionali. Allo stesso tempo, i quattro paesi presentarono una proposta per affrontare i “conflitti congelati” di Transnistria, Abcasia, Ossezia del Sud (che rimane di fatto sotto il controllo militare russo) e Nagorno Karabakh. Per finire le altre tre nazioni supportarono la proposta dell'Ucraina di condannare il Holodomor, la fame del 1930, come un genocidio.
Un altro dei problemi connessi con il GUAM è la competizione tra due corridoi di trasporto proposti per un miglior collegamento tra Europa e Asia. Russia, Azerbaigian e Iran hanno portato avanti, attraverso cicli di negoziati, un loro piano, il Corridoio di Trasporto Nord-Sud (North-South Transportation Corridor, INSTC); i paesi confinanti (in precedenza, ma non più, con la comprensibile eccezione dell'Armenia) hanno espresso entusiasmo per il progetto. Questo corridoio percorrerà i confini tra Russia e i Paesi Baltici dell'Unione europea, poi continuerà a sud attraverso l'Ucraina. Gli Stati Uniti preferirebbero che un corridoio di trasporto così importante aggirasse sia la Russia sia l'Iran. Il piano proposto al GUAM dagli Stati Uniti attraversa il Mar Nero e il Mar Caspio.